# World's Greatest Dad
World's Greatest Dad és una pel·lícula estatunidenca dirigida per Bobcat Goldthwait, estrenada el 2009.

## Argument
Lance Clayton és un professor d'anglès que somia una carrera d'escriptor, i pare de Kyle, un noi amb quinze anys nihilista i obsessionat del sexe.
Una nit Lance troba el seu fill mort asfixiat durant una pràctica autoeròtica, i per amagar les vertaderes raons de la mort escriu un fingida lletra de suïcidi. Trobant-se envoltat de l'afecte d'amics i desconeguts Lance decideix escriure un diari fingit del fill, i publicar-lo.

## Producció
La pel·lícula va ser rodada a Seattle (Washington), en gran part a l'antiga Escola F.A. McDonald a Wallingford. Krist Novoselic, resident a Seattle i antic baix de la banda Nirvana té un cameo en una quiosc de diaris. Bruce Hornsby apareix com a ell mateix a la biblioteca.

## Repartiment
- Robin Williams: Lance Clayton
- Daryl Sabara: Kyle Clayton
- Alexie Gilmore: Claire Reed
- Evan Martin: Andrew
- Geoff Pierson: Wyatt Anderson
- Henry Simmsons: Mike Lane
- Mitzi McCall: Bonnie
- Jermaine Williams: Jason
- Lorraine Nicholson: Heather
- Morgan Murphy: Morgan
- Toby Huss: Bert Green
- Tom Kenny: Jerry Klein
- Jill Talley: Make-Up Woman
- Bruce Hornsby: Himself
- Krist Novoselic: Newspaper Vendor
- Bobcat Goldthwait: Limo Driver